# Ризалит

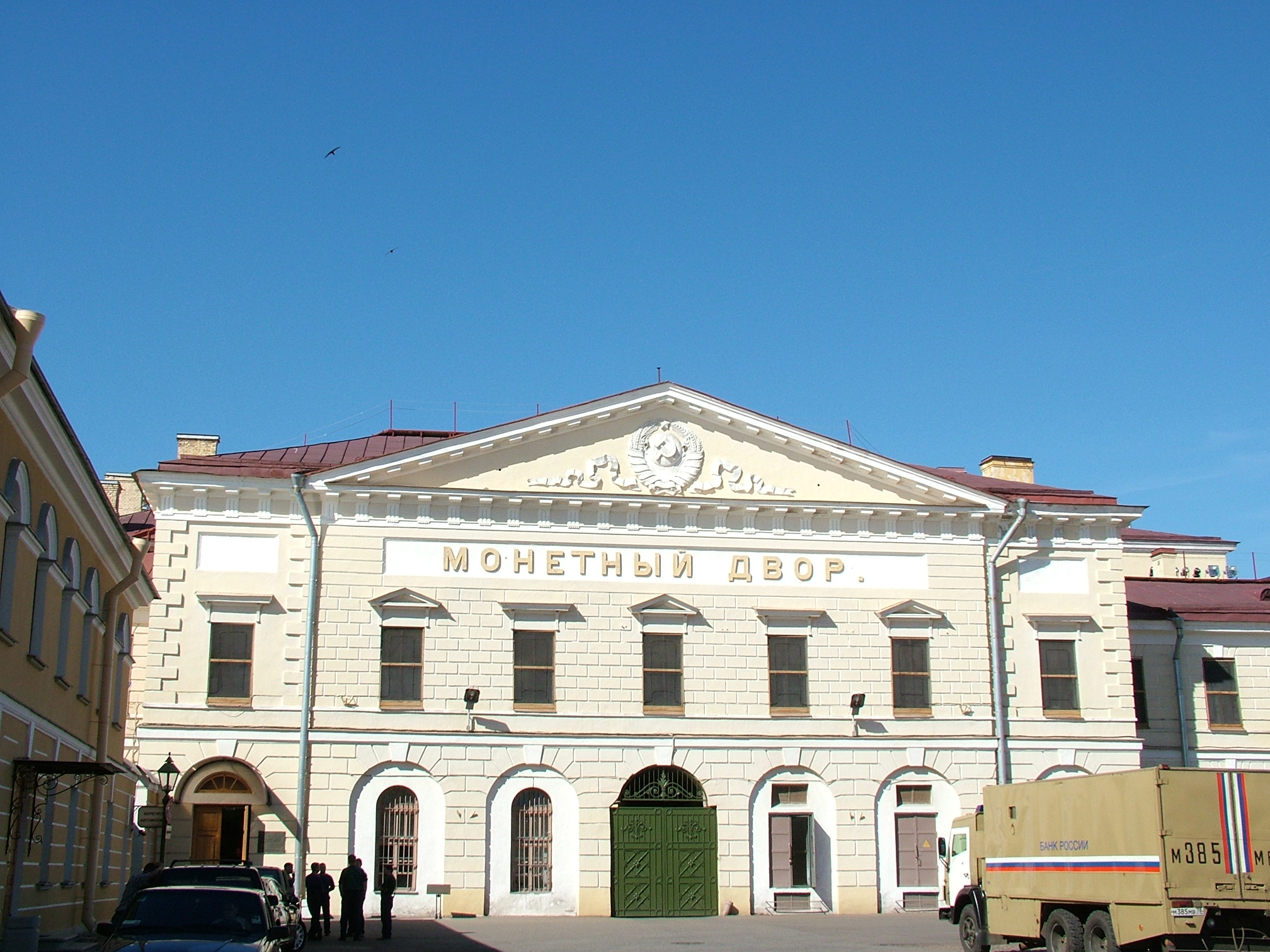
Здание Санкт-Петербургского монетного двора (архитектор А. Порто, 1798—1806). Центральный ризалит

Ризали́т (от итал. risalita — «выступ») — часть здания, выступающая за основную линию фасада во всю его высоту.

## Описание
Ризалит обычно расположен по центральной оси здания. Различают также средние, боковые и угловые ризалиты.
В отличие от «крыльев» — флигелей, например, усадебной планировки в архитектуре русского классицизма XVIII—XIX веков, ризалит представляет собой небольшой выступ, не влияющий на внутреннюю планировку здания, и его функция не конструктивная, а исключительно композиционная. Для архитектуры классицизма типична трёхчастная схема с подчёркиванием симметрии фасада: центральный и два боковых, или малых, ризалита. Центральный ризалит часто увенчивают треугольным фронтоном.
Ризалиты характерны для архитектуры английского и русского палладианизма, в частности для построек Джакомо Кваренги в Санкт-Петербурге. В архитектуре стиля барокко использовали угловые ризалиты, выполняющие зрительную функцию раскреповки фасадов.

## Галерея

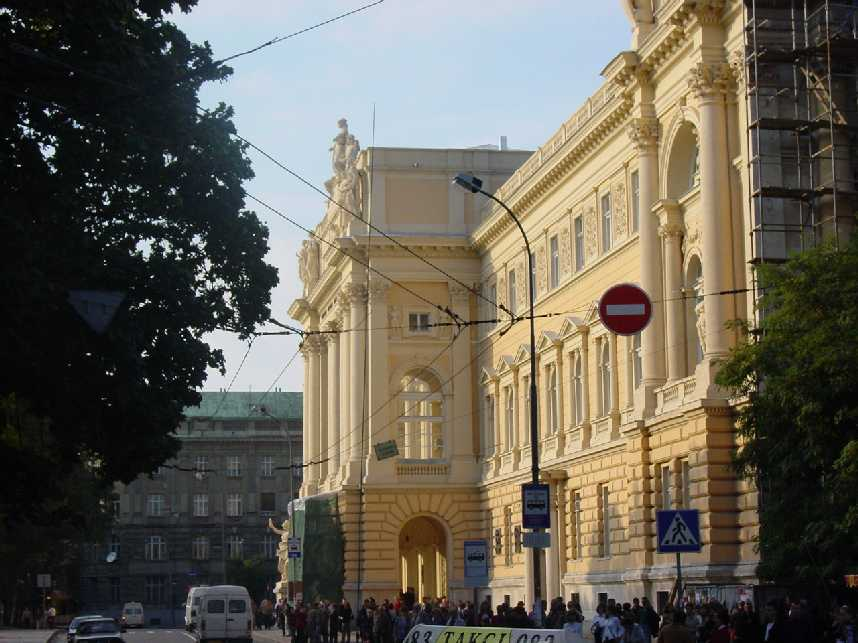
Главный корпус Львовского университета
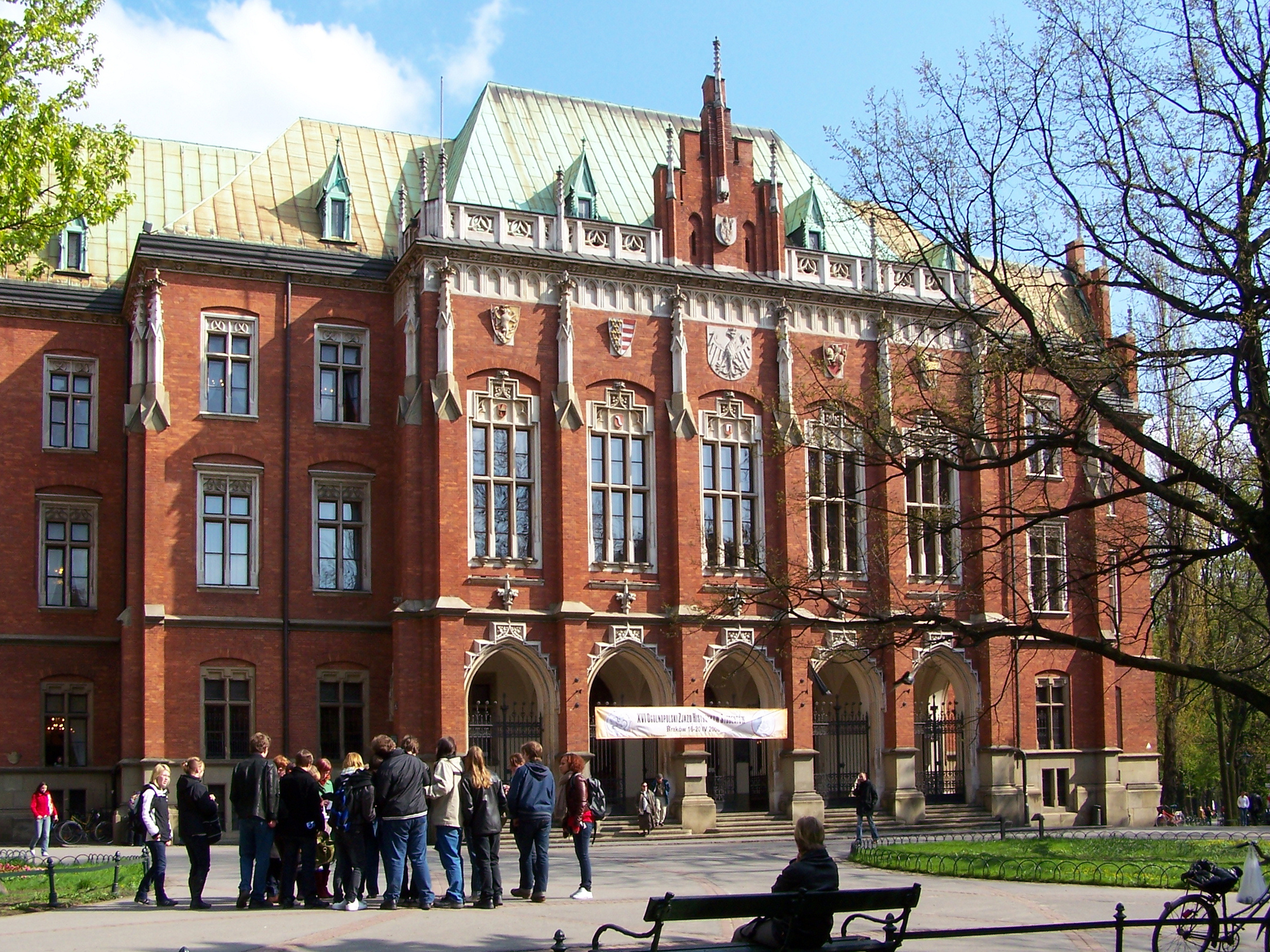
Ягеллонский университет в Кракове
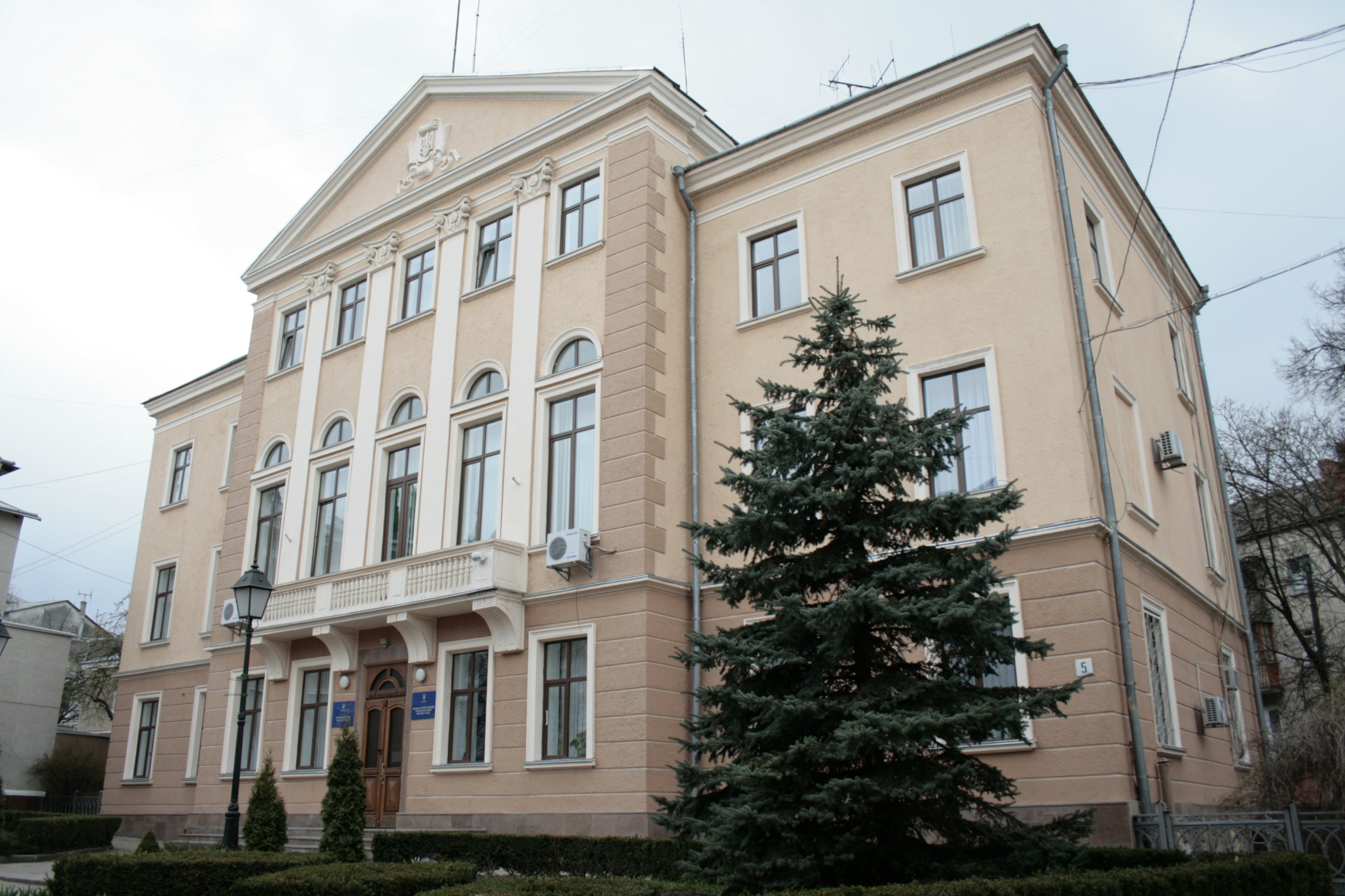
Городская администрация Тернополя